# Богд (сомон)
Богд (монг.: Богд) — сомон Уверхангайського аймаку, Монголія. Площа 10,5 тис. км², населення 5,9 тис. Центр сомону селище Кобдо (Ховд) лежить за 616 км від Улан-Батора, за 204 км від міста Арвайхера.

## Рельєф
Поєднання гір та степу. Багато озер і джерел.

## Клімат
Клімат різко континентальний, середня температура січня −18°С, середня температура липня +21°С.

## Корисні копалини
Поклади кам'яного вугілля.

## Тваринний світ
Водяться джейрани, антилопи, рисі, сніжні барси, лисиці, корсаки.

## Соціальна сфера
Є школа, лікарня, культурний і торговельно-обслуговуючі центри.